# Udón Pérez
Udón Pérez (Maracaibo, Zulia, 6 de marzo de 1871-Ibídem, 24 de julio de 1926), seudónimo de Abdón Antero Pérez Machado, fue un escritor, politólogo, periodista, dramaturgo y poeta zuliano. Padre del Doctor Wintila  Pérez y abuelo del actual obispo de Maturín, Monseñor Enrique Pérez.

## Biografía
Fue hijo del comerciante José de los Santos Pérez Puche y de Josefina Machado Rincón. Quedó huérfano de madre a los tres años de edad, por lo que su abuela materna, Josefa Rincón de Machado, se encargó de su crianza y luego perdió a su padre a los diez años de edad. En esta labor, la abuela recibió la ayuda del maestro de educación primaria Rafael Pirela. 
A los 12 años inicia sus estudios de bachiller y a los 16 años de edad, su carrera como dramaturgo cuando escribe una obra teatral versificada, titulada El Regreso del Pirata, que luego habría de representar con cuatro de sus compañeros de estudios en un teatro organizado en un corral. Dicha obra nunca fue publicada y no existen los escritos originales del guion. El 7 de agosto de 1889, al finalizar el bachillerato, recibió el título de Maestro de Instrucción Primaria y 8 días después, el de Bachiller en Filosofía. En 1890 cursó estudios de medicina con excelentes calificaciones; sin embargo, no quiso recibir el título de médico, por lo que nunca ejerció la profesión médica. Igual situación ocurrió cuando estudió simultáneamente con la medicina, Ciencias Políticas, ya que, según sus palabras, había estudiado para aprender y no para ejercer, prefiriendo ser "docto" (ilustrado) y no doctor. 
El 11 de septiembre de 1891, en el acto de inauguración de la Universidad del Zulia, el joven docente recitó poemas de su autoría, lo que causaría la admiración de los esposos Félix Romero y Asunción Luengo de Romero, presentes en el acto, así como también de Delia Romero Luengo, hija de ambos. Ella y el joven Pérez contrajeron matrimonio, en los inicios de su carrera poética y periodística. De esta unión, nacieron siete hijos.
El poeta, ya conocido como Udón Pérez, participó en un concurso para la elección de la letra del futuro Himno del Estado, promovido por el editor Eduardo López Rivas y decretado por el entonces Presidente del Estado Zulia, José Ignacio Lares Baralt, el 29 de abril de 1909. El 5 de julio de ese año, fue declarado ganador de la competencia. Posteriormente, a este poema se le añadió la música compuesta por el jurista y músico José Antonio Chávez, ganador de un certamen simultáneo con el anterior para seleccionar la melodía del Himno.
Al consolidarse como un poeta conocido, uno de sus amigos, el también poeta y escritor Andrés Eloy Blanco lo apodó El Bardo Zuliano, Gran Cacique y Viejo Tigre. Aunque destacó en la prosa, han sido más apreciados sus poemas de género clásico, así como los de tendencias más modernas. Una de sus poesías, que demuestra su vinculación a su lar nativo fue titulada Mia. Como otros ejemplos de su obra poética figuran la oda Gajes de la Paz, La Maldición, la recopilación lírica Ánfora Criolla (1913), Escala de la Gloria, Colmena lírica (1921), Lira Triste (1923), La voz del Alma y La Leyenda del Lago, poema en el cual se cuenta a través de una historia mítica como se originó el lago de Maracaibo. También destacó al realizar traducciones libres inspiradas en poemas de Paul Verlaine y Oscar Wilde. En la obra dramatúrgica de Udón Pérez, aparte de su primera obra teatral, destacan Frutos naturales de 1903 y El gordo de 1917, dramas en tres actos y en verso. Gracias a esta labor literaria, Udón Pérez se hizo merecedor de 54 galardones en distintos concursos de poesía que habrían de convertirlo en uno de los poetas más destacados del Estado Zulia.
Fue integrante del Centro literario del Zulia, el cual llegó a presidir en 1919, junto a Jesús Enrique Lossada, quien dirigía la publicación informativa denominada Prosa y Verso. En 1920, Udón Pérez queda viudo, lo cual le afectó emocionalmente. El 24 de julio de 1926, en horas de la mañana, al salir de su casa, el poeta se sintió mal y al ser llevado de urgencia a su casa, solo pudo exclamar la frase «Todo se me va» pues falleció inmediatamente después. La causa de su muerte fue una hemorragia cerebral. En medio de una manifestación popular, Udón Pérez fue sepultado al lado de su esposa en el Cementerio "El Cuadrado". Dada la importancia que había adquirido como poeta y por su actuación en cargos públicos, fue decretado un Duelo Regional por parte de los poderes legislativos y ejecutivos.

## Labor periodística
Además de sus inclinaciones a la poesía y el drama, mientras estaba estudiando, en 1893 colabora en la publicación El Centinela (1893), junto con su coterráneo Marcial Hernández. Dos años más tarde fundaría la publicación Bohemias. En 1911 contribuye al nacimiento del periódico La Guitarra en el cual es destacar que las noticias y avisos comerciales estaban redactados en verso, y Alma Latina (1919) dirigida junto al poeta Rafael Yepes Trujillo, y en la cual laboraría hasta el fallecimiento de su esposa. También colaboró en otros medios regionales y en la, entonces, reconocida publicación caraqueña El Cojo Ilustrado. Participó con los poemas "Guttemberg", "Guajarima", "Padilla" y "El acta de independencia", en la famosa edición extraordinaria del Diario El Fonógrafo de Maracaibo, realizada por Eduardo López Rivas para conmemorar el centenario de la independencia de Venezuela. La obra periodística de Udón Pérez es de difícil recopilación por haber sido publicada en diversos medios impresos, en la actualidad todos desaparecidos.